# Puerta de los Trasgos
Este arculo trata de una localización geográfica de los mundos fantásticos creados por J. R. R. Tolkien

En el universo imaginario de Tolkien. La Puerta de los Trasgos era la entrada principal a la enorme morada de los Orcos que habitaron las Montañas Nubladas.
Su ubicación presenta tantas dudas como el paso que siguió la compañía de Thorin en su cruce por las Montañas Nubladas. Podría estar situada en el Paso Alto o en otro desfiladero, cercano y paralelo al mismo. Si bien en la Comunidad del Anillo no hay mención de la misma, su nombre aparece en los borradores de la misma: en La Traición de Isengard se dice que
…el Paso Alto, donde anteriormente había estado la Puerta de los Trasgos…
lo que confirmaría la primera versión. Pero en El Retorno de la Sombra se lo ubica como un paso paralelo:
…Unos pocos habían atravesado las Montañas Nubladas por el Paso Alto y la Puerta de los Trasgos (Annerchin)…
aseveración que estaría complementada por las palabras de Tolkien en El hobbit:
…la entrada principal miraba antes a un desfiladero distinto, más fácil de cruzar…
Esta entrada fue dejada de usar por los trasgos, porque los viajeros la conocían y evitaban acercarse.

## El Nombre Sindarin
La Puerta de los Trasgos, también era conocida en Rivendel con el nombre Sindarin Annerchin palabra de origen noldorin compuesta por: la palabra Ann, derivada de Annon que significa “Puerta”, raíz AD; la palabra Erch que significa “Trasgos”, “orcos”, raíz ÓROK; y el artículo plural in: “los”. 
- Datos: Q6091863